# Albizia zygia
Albizia zygia là một loài thực vật có hoa trong họ Đậu. Loài này được (DC.) J.F.Macbr. miêu tả khoa học đầu tiên.